# Sunnerviken
Sunnerviken i namn på äldre administrativa enheter är området i mellersta Bohuslän norr om Havstensfjorden och Bäveån men söder om Norrviken (nuvarande Tanums och Strömstads kommuner). Det bestod av häradena Lane, Sotenäs, Stångenäs, Sörbygden och Tunge.
Idag motsvaras området av kommunerna Muunkedal (Sörbygdens och Tunge härader samt Bärfendals socken från Sotenäs härad), Lysekil (Stångenäs härad) och Sotenäs (Sotenäs härad utom Bärfendals socken) samt norra delen av Uddevalla kommun (Lane härad). I Munkedals kommun ingår även Valbo-Ryrs socken från Valbo härad i tidigare Älvsborgs län.